# 第48通信連隊 (フランス軍)
第48通信連隊（だい48つうしんれんたい、フランス語: 48e régiment de transmissions：48e RT）は、ロット＝エ＝ガロンヌ県アジャンに駐屯する、通信支援旅団隷下のフランス陸軍の通信連隊である。
兵種は通信、伝統的区分も通信である。

## 沿革
- 1947年：第48通信工兵大隊として編成される。
- 1951年：解隊される。
- 1988年：ボルドーにて、第4通信大隊の一部を母体に第48通信大隊が再編成される。
- 1995年：アジャンに移駐、第48通信連隊に改編される。
- 2001年：中隊の増強を図り、計11個中隊となる。

## 最新の部隊編成
- 連隊本部
- 本部管理中隊
- 基礎訓練中隊
- 第1通信中隊 - （移動通信）
- 第2通信中隊 - （移動通信）
- 第3通信中隊 - （移動通信）
- 第4通信中隊 - （移動通信）
- 第5通信中隊 - （移動通信）
- 第6通信中隊 - （基地通信、ボルドー駐屯地）
- 第7通信中隊 - （基地通信、トゥールーズ・ポー駐屯地）
- 第8通信中隊 - （基地通信、リモージュ駐屯地）
- 第10通信中隊 - （予備）

## 連隊の任務
連隊は、各種通信機器を用いて部隊間通信を行い、他部隊の活動に寄与する。

## 主要装備
- GIAT BM92-G1
- FA-MAS
- AA-52
- VAB
- P4
- TRM 2000
- TRM 4000